# Brody Jenner

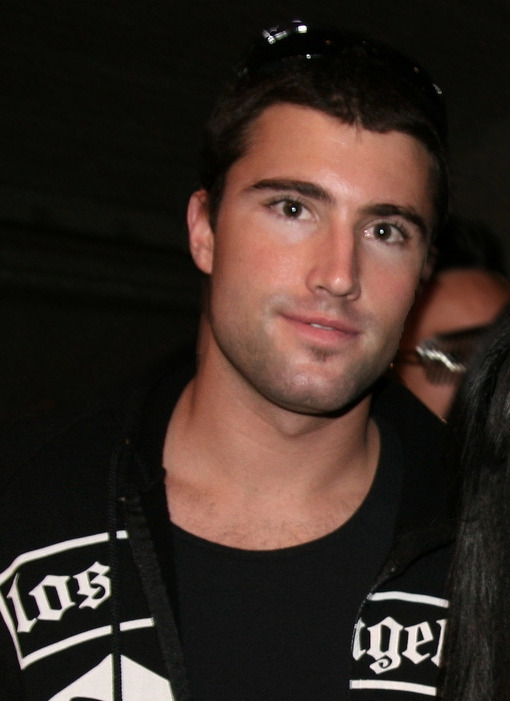
Brody Jenner

Sam Brody Jenner (Los Angeles, 21 augustus 1983) is een Amerikaans model en reality-tv-ster. Hij is de zoon van voormalig olympisch kampioen Bruce Jenner en diens toenmalige vrouw Linda Thompson.
In 2005 was Jenner te zien in de realityserie The Princes of Malibu, samen met zijn broer Brandon. Verder was hij een vaste gast in de serie The Hills van MTV. In deze serie had hij een relatie met Lauren Conrad, Audrina Patridge en Laurens latere vervanger Kristin Cavallari. Ook had hij een eigen realityserie, Bromance genaamd, maar vanwege de tegenvallende kijkcijfers werd dit programma stopgezet. Sinds 2011 is Jenner ook te zien in de reality-serie van zijn vader en zijn stiefzussen Kourtney Kardashian, Kim Kardashian en Khloé Kardashian, Keeping Up with the Kardashians.
Jenner heeft als model gewerkt voor het kledingmerk Guess en het tijdschrift CosmoGirl!.
Jenner had sinds 2009 een relatie met Avril Lavigne. Het koppel maakte in januari 2012 bekend dat de relatie verbroken was. Van 2018 tot 2019 was Jenner getrouwd met Kaitlynn Carter.